# Arcipelago Guayaneco
L'arcipelago Guayaneco è un gruppo di isole del Cile meridionale, nell'oceano Pacifico. Appartiene alla regione di Aysén e alla provincia di Capitán Prat; le isole sono comprese nel comune di Tortel.
Per circa 6 000 anni le coste di queste isole erano abitate dal popolo Kaweshkar. All'inizio del XXI secolo, la popolazione si era praticamente estinta decimata dai colonizzatori.

## Geografia
L'arcipelago Guayaneco è formato da due isole maggiori, due minori ed altre piccoli isolotti; si estende per una lunghezza di 22 miglia (est-ovest) e una larghezza di 12 miglia. Si trova nella parte meridionale del golfo di Penas, a ovest dell'imbocco settentrionale del canale Messier. Le isole si trovano a nord dell'arcipelago Wellington.

### Le isole maggiori
- Isla Byron, la maggiore isola dell'arcipelago, misura 12 miglia per 9 e ha una superficie di 197,6 km²[1].
- Isla Wager, è la seconda per grandezza, ha una lunghezza di 10 miglia per 4 di larghezza. Si trova accostata a nord-est di Byron e si riconosce dal monte Anson, di forma conica, alto 436, e dal monte Wager con la vetta piatta alto 650 metri.

L'isola ha preso il nome della HMS Wager della Royal Navy che faceva parte della spedizione di George Anson nel suo viaggio intorno al mondo. La Wager si infranse contro l'isola il 14 maggio 1741 cui seguì l'ammutinamento dei sopravvissuti contro il capitano David Cheap. La storia fu poi raccontata dal viceammiraglio John Byron, all'epoca aspirante guardiamarina.
- Isla Schröder, affiancata a sud-est di Wager, misura circa 1,9 miglia di diametro.
- Isla San Pedro, a est di Wager e a nord di Schröder, misura 1,5 miglia di lunghezza per 0,8 di larghezza.